# Richard Lästh
Richard Lästh, född 1 mars 1999 i Lidingö, är en svensk discjockey och låtskrivare. Lästh är också manager till Arc North, samt TheFatRat. 
Han tävlar som låtskrivare i Melodifestivalen 2023 med bidraget Where You Are (Sávežan) som är framförd av Jon Henrik Fjällgren tillsammans med Arc North och Adam Woods. Låten som deltog i den första deltävlingen, gick direkt vidare till final.